# BBC Alba
BBC Alba (BBC Écosse) est une chaîne de télévision publique britannique de la BBC diffusée en gaélique écossais, lancée le 19 septembre 2008. Complémentaire des services anglophones de BBC Scotland, elle propose des programmes principalement produits en Écosse, ainsi que des retransmissions sportives. Elle a pour mission de promouvoir la langue et la culture écossaise.
Le rôle de BBC Alba est d'offrir une gamme de programmes télévisés, en particulier les informations et la météo. La chaîne est destinée aux locuteurs du gaélique écossais, à ceux qui l’apprennent, à ceux qui souhaitent l’apprendre, et à ceux qui s'intéressent à cette langue et à sa culture. BBC Alba doit refléter et promouvoir la culture, l'identité et le patrimoine gaéliques.

## Programmes
Nota Bene : tous les horaires exprimés dans cette section sont considérés en fonction du temps du méridien de Greenwich.
La programmation de BBC Alba est variée, très proche du format généraliste. Elle contient des programmes d'information, de divertissement, des émissions à vocation éducative, religieuse, ou destinés au jeune public, ainsi que des documentaires, des fictions et des retransmissions sportives. Tous ces programmes sont diffusés en gaélique écossais, une partie d'entre eux étant sous-titrés en langue anglaise.

### Information
- An Là (La Journée) est le journal télévisé quotidien de BBC Alba, diffusé à 20 h. D'une durée de 30 minutes, il propose un tour d'horizon de l'actualité régionale, nationale et internationale.

- Seachd Là (Sept Jours) est une émission hebdomadaire, diffusée le dimanche à 18 h 30. Elle reprend les actualités marquantes de la semaine écoulée.

- Eòrpa (Europe), diffusée les mercredis à 20 h 30 sur BBC Alba, mais également les jeudis à 19 h 30 sur BBC Two Scotland où elle est diffusée depuis 1993, traite chaque semaine des questions sociales, économiques et politiques à l'échelle européenne, qui concernent les Écossais comme plus largement les Européens. Cette émission, très estimée au Royaume-Uni, a été primée deux fois par le BAFTA Scotland.

### Jeune public
- Dè a-nis? (Et quoi maintenant ?), programmé les mercredis à 18 h, consiste en un magazine avec présentateurs, composé de vidéoclips, de reportages et de dessins animés. Il est rediffusé chaque jeudi à la même heure sur BBC Two Scotland, et propose parfois des émissions spéciales lors d'évènements particuliers, tels que l'ouverture de l'école primaire gaélique d'Inverness ou la fête de la Saint-Patrick.

### Sports
BBC Alba retransmet des rencontres sportives, notamment de trois sports : le football, le shinty et le rugby.
Depuis 2010, BBC Alba possède les droits de retransmission des rencontres du championnat Pro12 de rugby à XV.

### Feuilletons
Malgré son budget réduit, BBC Alba est capable de produire des feuilletons télévisés, comme Bannan : produit par Young Films à la demande de BBC Alba et avec le soutien de Creative Scotland, l'épisode pilote de Bannan, diffusé en septembre 2014 a été l'objet de la plus forte audience que la chaîne ait connu depuis son lancement. Depuis, trois séries de cinq épisodes ont été diffusées.

## Diffusion
BBC Alba est diffusée par la compagnie publique britannique de radio-télévision BBC, en partenariat avec l'organisme MG Alba. Elle émet sur le territoire écossais par le biais de Freeview (un service de télévision numérique terrestre), et dans le reste du Royaume-Uni par satellite et sur Internet.